# Banks, Oregon
Banks este un oraș din comitatul Washington, statul  Oregon,  Statele Unite ale Americii. Populația sa în anul 2000 a fost de 1.286 de locuitori, dar crescuse la 1.435 de rezidenți, conform estimării din 2007. 
Orașul a fost denumit după fondatorul ei Robert Banks și tatăl său, John Banks.